# آلومینیوم مونوکلرید
آلومینیوم مونوکلرید هالید فلزی با فرمول AlCl است. آلومینیوم مونوکلرید به عنوان یک مولکول از نظر ترمودینامیکی فقط در دمای بالا و فشار کم پایدار است. این ترکیب به عنوان یک مرحله در فرایند الکان برای ذوب آلومینیوم از آلیاژ غنی از آلومینیوم تولید می‌شود. هنگامی که آلیاژ در رآکتور قرار می‌گیرد دمای ان ۱۳۰۰ درجه سانتیگراد و مخلوط با تری کلرید آلومینیوم، یک گاز منوکلرید آلومینیوم تولید می‌شود.
2Al{alloy} + AlCl3{gas} → 3AlCl{gas}
سپس با خنک شدن تا ۹۰۰ درجه ذوب آلومینیوم و تری کلرید آلومینیوم تسهیم نامتناسب می‌یابد.
این مولکول در محیط میان‌ستاره‌ای تشخیص داده شده‌است، جایی که مولکول‌ها آنقدر رقیق هستند که برخورد بین مولکولی مهم نیست.